# Xã Farmvale, Quận Williams, Bắc Dakota
Xã Farmvale (tiếng Anh: Farmvale Township) là một xã thuộc quận Williams, tiểu bang Bắc Dakota, Hoa Kỳ. Năm 2010, dân số của xã này là 37 người.